# Bokken
Il bokken (木剣? lett. "spada di legno") è una riproduzione della spada giapponese realizzata in legno.
Viene utilizzata principalmente nell'allenamento delle arti marziali che prevedono appunto l'uso della spada: nel Kendō, in particolare, viene usata per l'esecuzione dei dieci kata. Essendo più leggera della spada vera e propria, comunque, può essere utilizzata anche come arma bianca vera e propria.
Sebbene la parola bokken sia largamente la più utilizzata fuori dal Giappone per fare riferimento alla spada di legno utilizzata nelle arti marziali, in realtà in giapponese il termine più corretto è bokutō (木刀? lett. "katana di legno"); esattamente come accade per il termine samurai (侍?) che è il comunemente utilizzato fuori dal Giappone ma a cui i nippoci generalmente preferiscono il vocabolo bushi (武士?). Il termine bokken, dal punto di vista nipponico, si riferisce infatti ad una generica spada di qualsiasi foggia, non necessariamente simile alla katana; rispetto a bokutō, il termine bokken è perciò più generico in quanto potrebbe riferirsi sia ad una katana che a qualsiasi altro tipo di spada.
Infine, a seconda della scuola, il bokutō può assumere forme e dimensioni differenti; ad esempio la Niten Ichiryu utilizza spade di legno sottili, con pochissima curvatura e senza tsuba.